# Topola-Osiedle
Topola-Osiedle – wieś w Polsce, położona w województwie wielkopolskim, w powiecie ostrowskim, w gminie Przygodzice.
Wieś leży przy południowej granicy Ostrowa Wielkopolskiego.
Do 2024 r. miejscowość była częścią wsi Topola Wielka.

## Historia
Pierwsze wzmianki o istnieniu wsi Topola znajdujemy w potwierdzeniu, dokonanym w roku 1341 w Wiślicy przez króla Kazimiera (Wielkiego), przekazanie w roku 1338 przez Stanisławę i Wisenegę z Brzezia (k. Pleszewa) swojej bratance Felicyi, żonie Mikołaja z Topoli, ojcowskiej części posagu. Dalsze wzmianki o Topoli pochodzą z zapisów w księgach kościelnych, jakie powstały w wyniku objazdu poszczególnych parafii w roku 1404.
Wieś Topola początkowo należała do parafii Wysoko Wielkie, która obejmowała 19 wsi i należała do największych w diecezji poznańskiej. Oprócz Topoli do parafii tej należały takie miejscowości jak; Chełstów, Gorzyce, Janków Przygodzki, Krępa, Kuźnica, Mańkowo, Ostrów, Parczew, Pruślin, Przygodzice, Sadowie, Smardów, Westrza, Wtorek, Wysoko Małe, Wysoko Wielkie, Zacharzew i Zębów (kilka z tych miejscowości dziś nie istnieje). Ostrów należał do tej parafii do roku 1434, kiedy to kościół farny w Ostrowie (powstały w 1404 r.) ustanowiono odrębną parafią. W roku 1463 rozgraniczono Topolę od wsi Przygodzice. W roku 1510 Topola obejmowała 7 łanów osiadłych i 1,5 łana opustoszałego (1 łan – 16,8 ha). Podziału Topoli na część większą i mniejszą dokonano po roku 1520.
W latach 1520 do 1579 wieś należała do rodziny Wysokich, a w latach 1579 do 1699 do rodu leszczyńskich, od których odkupił Topolę wraz z innymi dobrami przygodzkimi Jan Jerzy Przebendowski – podskarbi wielki koronny. Kolejnym właścicielem tych dóbr był marszałek wielki koronny Franciszek Bieliński, który ożenił się z córką Przebendowskiego – Dorotą Henryką, wdową po Janie Mikołaju Radziwille. W roku 1755 syn Doroty Henryki i Jana Mikołaja Radziwiłła Marcin został kolejnym właścicielem dóbr przygodzkich i Radziwiłłowie pozostali właścicielami tych dóbr aż do I połowy XX w.
W roku 1779, na mocy dekretu podpisanego w dniu 14 czerwca przez kustosza katedry poznańskiej Księdza Zakrzewskiwgo, Topola została odłączona od parafii Wysoko i przyłączona do parafii Ostrów. Uzasadnieniem tej zmiany były trudności z dotarciem do kościoła w Wysocku z powodu konieczności pokonywania rozmokłych dróg oraz niebezpieczeństwo rozbojów i napadów.
W Topoli Wielkiej od roku 1462 znajdował się młyn wodny na Baryczy (osiedle Popłonyk). Od roku 1620 w Topoli Wielkiej działały dwa młyny. Natomiast od XIX wieku funkcjonował wiatrak, znajdujący się przy obecnej ul. Dworcowej. Na przełomie XVIII i XIX wieku wieś Topola Mała liczyła ok. 30 dymów i 300 mieszkańców.
W roku 1821 powstała szkoła w Topoli Małej a jej pierwszym nauczycielem był Józef Kocinski. Budowy nowego budynku szkoły dokonano 1884 r.
W XIX wieku występuje znaczny przyrost demograficzny (nb. dotyczący całej słowiańszczyzny), czego przykładem jest przyrost mieszkańców Topoli Małej z 458 osób w latach 40. do 653 w latach 90. XIX w. Wieś Topola Mała liczy w tym czasie (lata 90. XIX w.) 98 dymów, 348 ha gruntów rolnych i 89 ha łąk. Sam folwark, będący częścią Topoli Małej, liczył 7 dymów, 124 mieszkańców (w tym 20 protestantów). W obrębie wsi była gajówka (pustkowie) Drygas (obecnie parking leśny).
W okresie zaborowym Topola Wielka i Mała wchodziły w skład powiatu odolanowskiego. Po podziale powiatu odolanowskiego, w roku 1887, na powiat ostrowski i odolanowski, Topole pozostały dalej w powiecie odolanowskim. Dopiero po likwidacji powiatu odolanowskiego od 1 kwietnia 1934 Topole weszły w skład powiatu ostrowskiego.
W latach 1877–1881 folwark był dzierżawiony przez Wilhelma Langa, a od 1890 roku przez Bienecka. Kolejnym dzierżawcą w latach 1905–1907 była wdowa Anna Feiffer. Majątek obejmował wówczas 414 ha, z czego 331 to były użytki rolne, a pozostałe – łąki i pastwiska. W folwarku hodowano wówczas 38 koni, 178 szt. bydła, 98 szt. trzody chlewnej. W roku 1925 powierzchnia folwarku wzrosła do 436 ha, a kolejnymi dzierżawcami (od roku 1926) byli Adam Schneider i Stanisław Weychan (od roku 1928 samodzielnie St. Weychan).
W roku 1928 dokonano parcelacji pierwszej parcelacji gruntów folwarku leżących o obrębie obecnych ulic Dworcowej, Granicznnej, Kolejowej. Drugą parcelację przeprowadzono 1936 roku i objęła ona grunty od obecnej ulicy Kolejowej w kierunku południowym (do wiatraka). Rozparcelowane grunt folwarczne sprzedano w większości rolnikom „małorolnym” mieszkańcom Topoli Wielkiej i Małej, sąsiednich wsi i pracownikom folwarku. Znaczną część tych gruntów wraz z zabudowaniami folwarcznymi kupił Julian Kwiatkowski, sprzedawca (dealer) salonu Chevroleta w Ostrowie. Parcelacja przyczyniła się do intensywnej zabudowy tych terenów przez nabywców rozparcelowanych gruntów i w konsekwencji do wydzielenia kolejnej wsi Topoli-Osiedla, która liczbą mieszkańców przewyższyła liczbę mieszkańców Topoli Wielkiej, której część stanowiła po roku 1945. Na rozwój tej części Topoli wpłynęła znacznie budowa w roku 1909 linii kolejowej z Ostrowa do Odolanowa i następnie do Oleśnicy.
Wieś Topola-Osiedle została wpisana do urzędowego Wykazu Miejscowości Rzeczypospolitej Polskiej z dniem 1 stycznia 2006 r., chociaż nazwa Topola Osiedle występowała jako nazwa sołectwa od października 1969 r.